# Anthurium radicans
Anthurium radicans là một loài thực vật có hoa trong họ Ráy (Araceae). Loài này được K.Koch & Haage miêu tả khoa học đầu tiên năm 1855.